# Пакули (Свентокшиське воєводство)
Пакули (пол. Pakuły) — село в Польщі, у гміні Радошиці Конецького повіту Свентокшиського воєводства.
Населення — 209 осіб (2011).
У 1975-1998 роках село належало до Келецького воєводства.

## Демографія
Демографічна структура на день 31 березня 2011 року:
|          | Загалом | Допрацездатний вік | Працездатний вік | Постпрацездатний вік |
| -------- | ------- | ------------------ | ---------------- | -------------------- |
| Чоловіки | 112     | 23                 | 82               | 7                    |
| Жінки    | 97      | 26                 | 52               | 19                   |
| Разом    | 209     | 49                 | 134              | 26                   |